# Антъни Епстайн
Сър Майкъл Анътни Епстайн (на английски: Sir Michael Anthony Epstein) (18 май 1921 г. - 6 февруари 2024 г.) е британски патолог и академик. Заедно с Ивон Бар и Берт Ачонг той е един от откривателите на вируса на Епщайн – Бар.
През 2006 г. е награден със степен „Доктор на науките“ от Бристълския университет. През 2021 г. Епстайн навършва сто години.